# Alconière Tivadar
Alconière Tivadar (Nagymarton, 1797 vagy 1798 – Bécs, 1865. június 10.) zsidó származású magyar festőművész.

## Életpályája
Eredeti neve Cohn Hermann volt. Az 1830-as évek elején az úgynevezett nazarénus festők példáját követve a katolikus hitre tért, de ezután sem tagadta zsidó mivoltát. A bécsi akadémián tanult (1812–1820), és az 1820-as és 1840-es években több kiállítása volt Bécsben. Friedrich von Amerling osztrák festővel közeli barátságban volt; Amerling Alconière portréját is megfestette. A bajai Beck Vilmos első tanítómestere. Az 1830-as években állítólag Rómában is járt. Élete sok romantikus elemet tartalmaz: éveken át egy magyar hölgybe volt szerelmes, akit vagy tízszer is lefestett, később mégis egy bécsi kertész leányát vette feleségül. Felesége megőrült és meghalt, utána a festő búskomorságba esett és csaknem teljesen visszavonult, majd több évi betegeskedés után a bécsi irgalmasok kórházában halt meg. 
Nagy nyomorában rézkarc eljárással bankóhamisítást kísérelt meg, emiatt 21 napi fogságot szenvedett.
Első és utolsó bécsi tartózkodása közt főleg arcképeket festett Székesfehérvárott, Pápán és Pesten. Bécsben Károlyi László gróf lovas arcképét (1835) és Szappanbuboréktündér (1834) című képét állította ki, az 1840-es Első Pesti Műkiállításon pedig I. Napóleon lovas képével, illetve egy lótanulmánnyal szerepelt. A budapesti Szépművészeti Múzeum két képét őrzi: egy portrét, amely talán Josef Danhauser festőt ábrázolja, illetve egy férfitanulmányt. Korában ismertek voltak humoros litográfiái, köztük egy zenész arcképe csupa hangszerből összeállítva.